# Šebekino
Šebekino (rusky Шебекино) je město v Bělgorodské oblasti v Ruské federaci. Při sčítání lidu v roce 2010 mělo přes čtyřiačtyřicet tisíc obyvatel.

## Poloha a doprava
Šebekino leží na Něžegolu, levém přítoku Severního Doňce v povodí Donu. Od Bělgorodu, správního střediska oblasti, je vzdáleno přibližně třicet kilometrů jihovýchodně. Od rusko-ukrajinské hranice, za kterou leží Charkovská oblast, je vzdáleno přibližně osm kilometrů severně.
Pět kilometrů západně od města leží železniční stanice Něžegol na trati z Bělgorodu do ukrajinského Kupjansku, která byla uvedena do provozu v roce 1896.

## Dějiny
V roce 1654 zde byla na tehdejší jižní hranici ruské říše postavena pevnost Něžegolsk. Samotná obec byla založena v roce 1713 s názvem Sloboda Šibekina odvozeným od zdejšího úředníka, který se jmenoval Ivan Šibeko.
Městem je Šebekino od roku 1938.
Za druhé světové války bylo Šebekino 14. června 1942 obsazeno německou armádou a 9. února 1943 dobyto zpět jednotkami Voroněžského frontu Rudé armády.
V roce 2023 se po ruské invazi na Ukrajinu stalo město a jeho okolí terčem rozsáhlého ostřelování poté, co na území Bělogorodské oblasti z ukrajinské Charkovské oblasti vstoupili vojáci z Legie Svoboda Rusku a Ruského dobrovolnického sboru, tedy ruských protivládních ozbrojených skupin. Ve městě proto došlo k rozsáhlé evakuaci obyvatel.
V dubnu 2025 byly zveřejněny fotografie panelových domů v Šebekinu, které byly pokryty antidronovými sítěmi pro posílení obrany proti ukrajinským dronům.

### Rodáci
- Sergej Ryžikov (*9. září 1980), fotbalový brankář

## Partnerská města
- Něvinnomyssk, Rusko (2021)